# Gluten

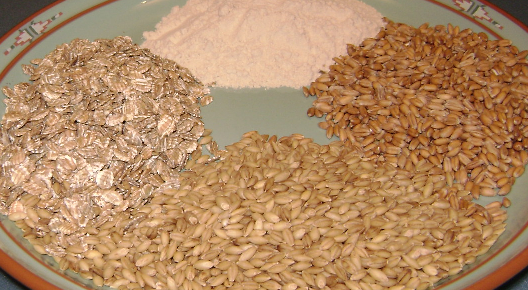
Źródła glutenu. Od góry według ruchu wskazówek zegara: mąka pszenna, pszenica orkisz, jęczmień i płatki żytnie

Gluten – mieszanina białek roślinnych, gluteniny i gliadyny, występująca w ziarnach niektórych zbóż, np. pszenicy, żyta i jęczmienia.
Podczas wyrabiania ciasta z mąki, zawarty w niej gluten w wyniku sieciowania tworzy z wodą strukturę przestrzenną nadającą ciastu ciągliwą konsystencję. Powoduje to uwięzienie pęcherzyków dwutlenku węgla powstającego w cieście, gdy podlega ono fermentacji, co z kolei odpowiada za wzrost jego objętości podczas „wyrastania”, a po wypieczeniu otrzymane pieczywo ma porowatą strukturę. Powodowana przez gluten ciągliwość ma również znaczenie w przypadku ciast, które nie podlegają fermentacji, ale są spulchniane za pomocą np. proszków do pieczenia lub, tak jak ciasta makaronowe, nie są w ogóle spulchniane.

## Gluten w żywności
Niektóre produkty spożywcze w diecie bezglutenowej można podzielić na:
- naturalne: komosa ryżowa, amarantus, sorgo[1][2][3][4], kasza jaglana i gryczana, ziemniaki, bataty, ryż, kukurydza, soja, fasola, groch, tapioka, chleb świętojański, mąka z orzechów, maniok;
- otrzymane w wyniku modyfikacji żywności zawierającej gluten: skrobia pszenna bezglutenowa.

Gluten mogą (ale nie muszą) zawierać takie produkty jak:
- wyroby garmażeryjne, mielone mięso, parówki, pasztety, wędliny;
- słodycze: nadziewana czekolada, cukierki, niektóre desery;
- nabiał: śmietany, jogurty, serki;
- piwo;
- leki.

## Wykrywanie
Najprostszą z metod pozwalającą stwierdzić, czy dany produkt zawiera skrobię (np. wędlina lub ser), jest test z płynem Lugola lub jodyną. Należy kroplę rozcieńczonego płynu Lugola lub jodyny nanieść na produkt. W obecności skrobi odczynnik zmienia kolor z pomarańczowego na granatowoczarny. Świadczy to o zawartości skrobi w produkcie, a więc o dodatku składników roślinnych, a tym samym produkt może – choć wcale nie musi – zawierać również gluten.
Gluten barwi się na niebiesko pod wpływem nalewki gwajakowej. Pozytywny wynik może być jednak także wynikiem obecności innych białek, np. pochodzących z jaj wchodzących w skład produktu, a więc i ten test nie daje 100% pewności.

## Otrzymywanie glutenu z mąki

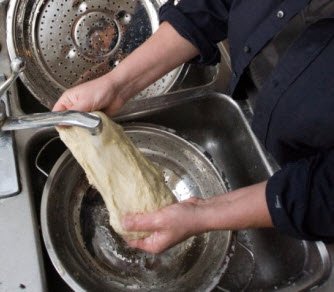
Proces otrzymywania glutenu w kuchni

Gluten można wydzielić z mąki w wyniku wymycia skrobi z surowego ciasta. Na tej operacji opiera się metoda laboratoryjna określania ilości glutenu w mące. Mąkę pszenną należy zmieszać z niewielką ilością wody na gęstą pastę i ugniatać w wodzie jak ciasto, aż do wymycia skrobi. Pozostała nierozpuszczalna, sprężysta, gumowata masa o szarej barwie jest niemal czystym glutenem. Z tak przygotowanej masy otrzymuje się seitan, zwany także mięsem Buddy, który jest białkowym substytutem mięsa wykorzystywanym w kuchniach dalekowschodnich i wegetariańskich.
Dokładną procedurę uzyskiwania glutenu podaje m.in. Polska Norma PN-77/A-74041 na oznaczanie ilości i jakości glutenu w mące pszennej, według której z mąki i wody (w stosunku 2:1) zagniata się kulkę ciasta, pozostawia do odleżenia w wodzie, a następnie oddziela się gluten od substancji towarzyszących (skrobi) poprzez wymywanie ich pod bieżącym strumieniem wody, aż do uzyskania negatywnego wyniku w próbie z płynem Lugola (brak fioletowego zabarwienia oznacza całkowite wymycie skrobi). Podobne zjawisko zachodzi podczas żucia dojrzałych ziaren zbóż. Po pewnym czasie żółta masa przypomina gumę do żucia i zawiera głównie gluten.

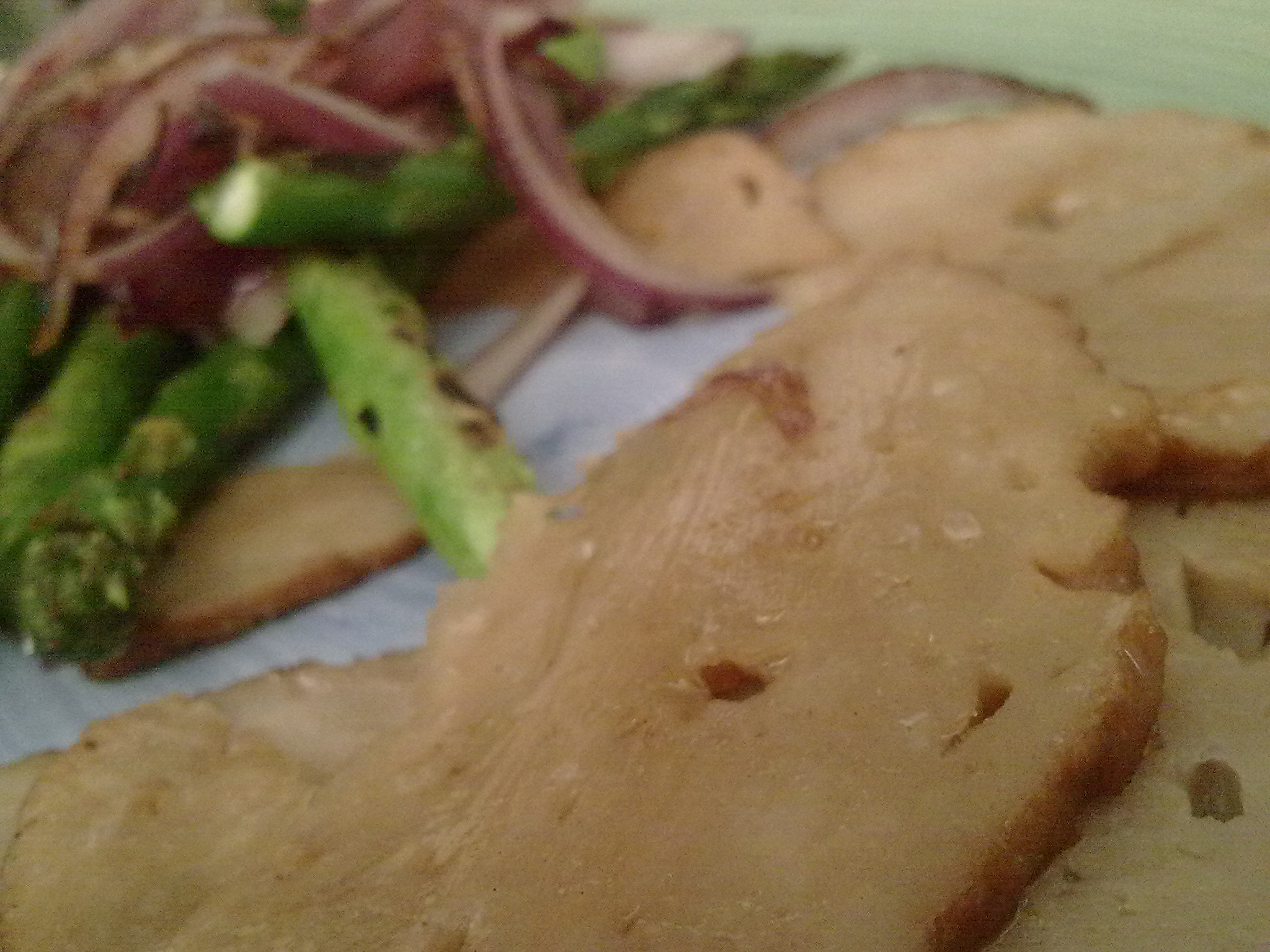
Gotowy stek z seitanu

Duża zawartość substancji śluzowych w mące żytniej uniemożliwia uzyskanie z niej glutenu poprzez zwykłe wymywanie wodą. Prawdopodobnie jest to spowodowane pęcznieniem substancji śluzowych podczas sporządzania ciasta, co utrudnia połączenie się składników glutenu.
Ilość oraz jakość otrzymanego glutenu jest ważnym parametrem decydującym o właściwościach technologicznych mąki pszennej. Na wydajność wymywania skrobi z mąki ma wpływ wiele czynników. Jednym z nich jest liczba białek nierozpuszczalnych znajdujących się w mące (im więcej białek, tym ilość glutenu jest większa). Ważny jest także czas odleżenia ciasta, szczególnie gdy mąka użyta do sporządzenia ciasta pochodzi z ziarna uszkodzonego w wyniku działania wysokiej lub niskiej temperatury (dłuższy czas odleżenia wpływa na zwiększenie wydajności wymywania skrobi). Ilość glutenu wyodrębniona z ciasta w czasie procesu zależy również od czasu i sposobu wymywania, rodzaju użytej wody, jej temperatury, pH oraz zawartości i rodzaju soli mineralnych. Najlepsze wyniki uzyskuje się po zastosowaniu wody wodociągowej ze względu na jej prawie obojętny odczyn i stosunkowo niewielką zawartość soli mineralnych. Do wymywania skrobi nie używa się wody destylowanej, gdyż rozpuszczony w niej dwutlenek węgla obniża pH wody, co prowadzi do strat glutenu w wyniku rozpuszczania się gliadyny.

## Celiakia
Choroba glutenozależna o charakterze autoimmunologicznym występująca u 1% populacji, związana z wytwarzaniem przez organizm przeciwciał skierowanych przeciwko glutenowi, powoduje uszkodzenie kosmków jelitowych.